# Umbral Discos
Umbral Discos, fundada como Umbral Discos y Cintas, fue un sello discográfico independiente de Argentina, fundado en la década de los 80 por Ramón Villanueva, el cual se asoció posteriormente con Mundy Epifanio. Los principales artistas de su catálogo fueron V8 y Los Violadores. Quebró en 1986, y posteriormente el sello Radio Trípoli reeditó su catálogo en formato CD a partir de 1991.

## Discografía
- Los violadores - Los Violadores (1983)
- Luchando por el metal - V8 (1983)
- Demolición - Bloke (1984)
- Un paso más en la batalla - V8 (1985)
- Aleación - Compilado con V8, Thor, Riff y Bloke (1985)
- Y ahora qué pasa, eh? - Los Violadores (1985)
- El pacto - Thor (1985)
- El fin de los inicuos - V8 (1986)
- Chykle - Chykle (1986)
- Fuera de sektor - Los Violadores (1986)
- Chykle - Nave Acuario (1986)
- Jacko Zeller Trìo - Fuego en el alma (1986)
- 1,2 Ultravioladores - Los Violadores (1986)
- El disco de oro de Lambetain - Profesor Lambetain (1986)
- Pelvis - Pelvis (1987)
  - 14 Country Hits - Suzanne Tribe (1987)
- Los Invasores (1986) (género tropical, catálogo "DX12016")